# Chain Lightning
Chain Lightning is een Amerikaanse vliegtuigfilm in zwart-wit uit 1950 onder regie van Stuart Heisler. De film is gebaseerd op het verhaal These Many Years van Lester Cole en werd destijds in Nederland uitgebracht onder de titel Straaljager No. 3 antwoordt niet.

## Verhaal
Matt Brennan is een voor dood noch duivel bevreesde piloot die ooit het leger diende als gevechtspiloot tijdens de Tweede Wereldoorlog. Na de oorlog werkt hij voor een vliegschool. Op een dag wordt hij gerekruteerd als testpiloot voor een nieuw type straaljager dat de snelste ter wereld zou moeten zijn. De straaljager is ontworpen door Carl Troxell, een oude bekende van Brennan. Brennans aanstelling is tot groot ongenoegen van secretaresse Jo Holloway, die tijdens de oorlog een relatie had met hem en vindt dat hij haar in de steek heeft gelaten. 
De straaljager zou een recordbrekende 2300 kilometer per uur moeten vliegen en een testrit van Alaska naar Washington D.C. staat op de planning. Het voertuig is verre van veilig en om die reden werkt Troxell hard aan een optimale uitvoering, maar hij komt te overlijden bij een testrit voordat hij deze kan voltooien. Brennan besluit daarop om met Troxells nieuwste uitvoering door de wolken te ijlen.

## Rolverdeling
| Acteur          | Personage                          |
| --------------- | ---------------------------------- |
| Humphrey Bogart | Lt. Kolonel Matthew "Matt" Brennan |
| Eleanor Parker  | Joan "Jo" Holloway                 |
| Raymond Massey  | Leland Willis                      |
| Richard Whorf   | Carl Troxell                       |
| James Brown     | Majoor Hinkle                      |
| Roy Roberts     | Majoor General Hewitt              |
| Morris Ankrum   | Ed Bostwick                        |
| Fay Baker       | Mrs. Willis                        |
| Fred Sherman    | Jeb Farley (ongenoemd)             |

## Productie
In 1947 werd Chuck Yeager de allereerste piloot ooit die door de geluidsbarrière vloog; dit nieuws was bijzonder populair in de Verenigde Staten en Warner Brothers besloot te kapitaliseren op het verhaal door een film binnen dit thema te maken: Chain Lightning.
De draaiperiode was van mei tot en met juli 1949. Deze film was de laatste die Humphrey Bogart maakte voor Warner Brothers.

## Ontvangst
De Nederlandse pers schreef destijds kritisch over het flinterdunne verhaal, maar gaf unaniem lof aan het acteerspel van Humphrey Bogart. Recensenten waren verdeeld over of de film ook spannend genoeg was. Recensent van De Tijd schreef: "Spanning is er genoeg en wie van dat soort dingen houdt, kan Humphrey Bogart als de held van de dag bezig zien in een verhaal, dat voor hem en zijn lief meisje gunstig verloopt." Criticus van De Telegraaf schreef dat het verhaal "als spannend kijkspel niet [kan] halen bij een gedegen ouderwetse western. Het liefdeshistorietje en de scènes op de begane grond moeten de spanning brengen en hiertoe draagt de onverstoorbare Humphrey Bogart met zijn tragisch-verwijtende blik het zijne bij."
Recensent van Het Parool schreef over "een gros smartelijke lachjes in een van die op de rand van de parodie bibberende liefdeshistories, welke Humphrey Bogart op het ferme lijf gedreven worden". Criticus van het Algemeen Handelsblad omschreef het verhaal als "zwakjes" en Eleanor Parker als "wezenloos", maar schreef dat Humphrey Bogart "alles vergoedt".